# Primum vivere deinde philosophari
Primum vivere deinde philosophari (aunque no se use la coma, léase con cesura: Primum vivere, deinde philosophare),  es una cita latina que significa "primero vivir, después filosofar".
Invita a llevar una existencia activa antes de dedicarse a la reflexión especulativa; también advierte contra los que se dedican a teorizar sin tener los pies en el suelo. Se suele atribuir la frase a Hobbes, aunque parece que ya se había utilizado con anterioridad. Al menos ya se utiliza una expresión similar (opuesta) en El Quijote, en el «Diálogo entre Babieca y Rocinante»: el corcel del Cid Campeador dice: —Metafísico estáis. —Es que no como, responde el escuálido caballo de Don Quijote, Rocinante. También es similar el refrán: Primero la obligación, después la devoción.
Existen formulaciones alternativas del tópico: Primum manducare, deinde philosophari, o Primum panem, deinde philosophari. Incluso, en este mismo diccionario en portugués, aparece: Primum bibere, deinde philosophare. ("Primero beber, después filosofar".)
Aunque la primera parte del tópico cambie de forma, siendo las más corrientes "panem, manducare, vivere", la segunda parte gramaticalmente no puede cambiar: philosophari no puede substituirse por philosophare, ya que, por cuestiones gramaticales, el infinitivo pasivo tiene un valor activo al ser "philosophor" un verbo deponente.